# Jaume Peyrí Rocamora
Jaume Peyrí Rocamora va ser un metge català nascut a Reus el 1877. Era fill de Jaume Peyrí Torné, metge militar, de Porrera, i de Teresa Rocamora Martí, de Reus.
Va estudiar medicina a Barcelona i es va graduar l'any 1899. Va ser el primer catedràtic de dermatologia i sifilografia de la Universitat de Barcelona el 1915, i el primer a Catalunya en la seva especialitat i el segon de l'estat. També va ser cap del Servei de Dermatologia de l'Hospital Clínic de 1915 a 1947 menys durant la guerra. Va col·laborar al diari Foment de Reus entre els anys 1916 i 1919. El 1936 treballava en un estudi sobre el poeta Horaci i les seves relacions literàries amb la medicina. Va publicar una dotzena de llibres i uns 200 articles i va donar classes a uns cinc mil alumnes. Entre aquests, es trobava el metge dermatòleg Josep Mercadal i Peyrí, la mare del qual era parenta llunyana seva, i que al cap d'uns anys acabaria sent el seu gendre. Parlava set llengües i per això va poder ser membre destacat de les societats dermatològiques internacionals. Va presidir la Reial Acadèmia de Medicina de Barcelona, l'Institut Mèdic-Farmacèutic de Catalunya, la Societat Catalana de Dermatologia (de la que en va ser el fundador) i la Secció Catalana de la Societat Espanyola de Dermatologia. Va morir a Barcelona el 1950. La seva ciutat natal li té un carrer dedicat.